# Greg Haugton
Greg Haugton, jamajški atlet, * 10. november 1973, okrožje Saint Mary, Jamajka.
Sodeloval je na poletnih olimpijskih igrah leta 1996 in leta 2000, kjer je osvojil tri bronaste medalje.